# Llengües biumandares
Les llengües biumandares formen una subfamília de les llengües afroasiàtiques, dins de la branca de les llengües txadianes. Aquests idiomes se centren a l'àrea de Nigèria, el Txad i Camerun i es divideixen en dos grans grups dialectals, anomenats A i B pels estudiosos, que formen un conjunt de 79 llengües. En total les parlen gairebé 3 milions de parlants. Alguns dels idiomes més rellevants d'aquesta família són el bura, el higi, el margi, el mandara, el daba, el bata o el gudu. Comparteixen certs trets gramaticals, com l'ús de morfemes posposats per indicar flexió, l'ordre de la frase que marca precedència d'allò posseït enfront del posseïdor, un plural inclusiu i un altre exclusiu i la posició del verb a l'inici de l'oració en construccions no marcades.